# Matt Rogers
Matthew Rogers, detto Matt (Doniphan, 3 dicembre 1987), è un ex cestista statunitense, professionista nella NBDL, in Europa, Asia e Oceania.